# Melanochyla longipetiolata
Melanochyla longipetiolata là một loài thực vật thuộc họ Anacardiaceae. Đây là loài đặc hữu của Malaysia. Chúng hiện đang bị đe dọa vì mất môi trường sống.